# Lewice (Międzychód)
Lewice (deutsch: Lewitz) ist ein Dorf in der Stadt- und Landgemeinde Międzychód im Powiat Międzychodzki in der Woiwodschaft Großpolen in Polen.
Im Jahre 2021 hatte der Ort 199 Einwohner.

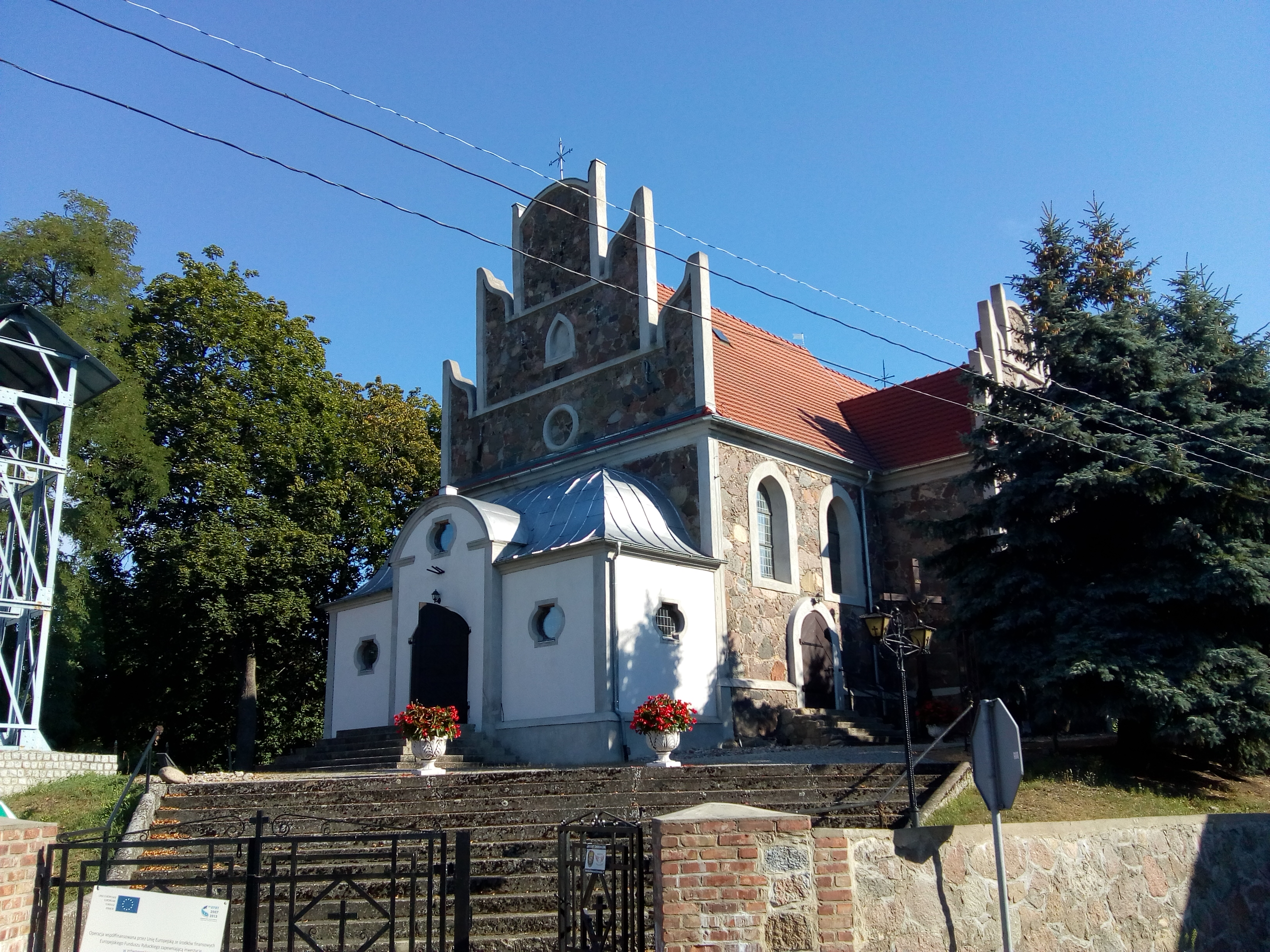
Dorfkirche in Lewice

## Geografie
Das Dorf liegt an der Woiwodschaftsstraße 160.

## Geschichte
Im Jahre 1458 wurde Lewice als eine Stadt gegründet, 1580 verlor aber der Ort die Stadtrechte. Sehenswert ist hier die St. Nikolaus-Kirche.

## Söhne und Töchter des Ortes
- Albert Ludwig von Haza-Radlitz (1798–1872), Rittergutsbesitzer, Mitglied des Reichstages